# Digital8

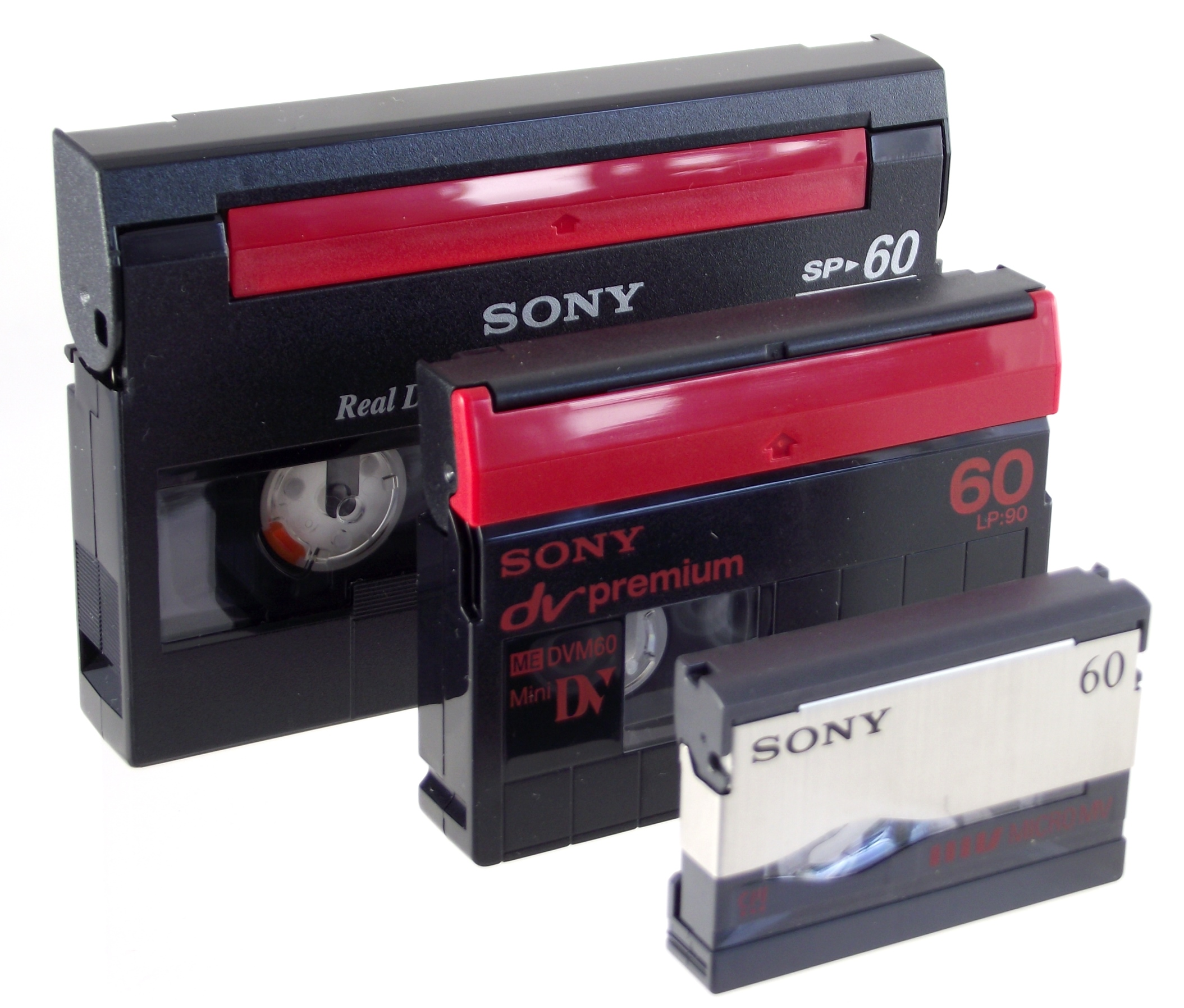
Comparaison des vidéocassettes de format « Digital 8 », « MiniDV » et « MicroMV ».

Le Digital8 - D8 est un format vidéo numérique grand public de Sony lancé en 1999. Exploitant un signal vidéo DV sur le format de vidéocassettes 8mm et Hi-8, il est d'un coût réduit par rapport au format miniDV. Essentiellement diffusé par Sony, quelques modèles de caméscopes Digital8 ont néanmoins été également fabriqué par Hitachi. Ce format est aujourd'hui abandonné.

## Inconvénients et avantages
Le format Digital8 ne reprend pas certaines fonctionnalités du format DV :
- impossibilité de doublage son sur la deuxième voie audio 12 bits/32 kHz[1].
- pas de puce électronique pour conserver un index des séquences enregistrées, comme le fait la cassette miniDV (avec ses quatre connecteurs dorés sur sa tranche)[1].
- les cassettes Digital8, plus massives que les cassettes miniDV, impliquent des caméscopes plus lourds et encombrants.

Le format Digital8 a néanmoins plusieurs avantages :
- compatibilité en lecture des anciennes cassettes analogiques 8 mm et Hi8.
- numérisation à la volée du signal analogique provenant de la cassette 8 ou Hi8, mais aussi de tout signal analogique entrant sur le caméscope ce qui évitait l'achat d'une carte de numérisation vidéo, onéreuse à l'époque (certains caméscopes D8 n'offraient pas ces possibilités).
- une durée d'enregistrement plus importante : la plus grande dimension des cassettes permettait d'enregistrer en vitesse standard "Standard Play" durant 60 minutes, contre 30 pour le DV. Certaines cassettes, à la bande plus fine, proposaient même 90 minutes.
- une meilleure fiabilité : bande plus large accueillant des pistes plus larges, une rotation du tambour plus lente qu'en DV.
- un moindre coût : les cassettes D8 étaient moins onéreuses à la minute enregistrée que les cassettes DV.
- un enregistrement sonore moins délicat : le bruit du moteur du tambour à haute vitesse des caméscopes DV (9 000 tr/min) était souvent capté par les micros sur les modèles grands public. Avec la vitesse de rotation plus lente du tambour en Digital8 (4500 tours/mon), le moteur était nettement moins bruyant.